# 미야케
미야케(宮家)는 일본에서 궁호(宮号)를 받은 황족의 일가족이다. 친왕 및 제왕의 가문을 가리키기도 한다.

## 개요
미야(宮)는 원래 천황 및 황족의 저택을 가리키며, 바뀌어서 살고 있는 황족을 가르키기에 이르렀다.
또한, 친왕의 신위와 함께 「○○노미야(○○宮)」라는 칭호(궁호)를 세습하는 것이 인정되는 예가 생겨, 이것이 「궁가(宮家)」라고 불리는 것이며, 개별적으로는 궁호에 따라 「○○궁가(○○宮家)」라고 불리는 일이 있다.
단, 현행법상으로는 모두 법적인 근거를 갖는 것은 아니다.
「○○노미야(○○宮)」의 칭호는 궁가의 당주 혹은 생전에 당주였던 친왕이나 왕 개인의 칭호이며, 가족은 사용하지 않는다.
궁가 중, 특히 천황의 아들이나 형제가 창설한 궁가를 직궁가(直宮家)라고 한다.
또, 지금의 천황 (금상 천황)과의 혈통의 멀고 가까움에 관계없이, 대대로 친왕 선하를 받음으로써 친왕의 신위를 계속 유지한 궁가를 세습친왕가(世襲親王家)라고 한다.

## 현재의 궁가
| 궁가           | 현 당주                | 창설                           | 창설자                                           | 현 인원수 | 비고   |
| -------------- | ---------------------- | ------------------------------ | ------------------------------------------------ | --------- | ------ |
| 아키시노노미야 | 후미히토 친왕          | 1990년 (헤이세이 2년) 6월 29일 | 상황 (125대 천황 아키히토)의 황2자 후미히토 친왕 | 4명       | 직궁가 |
| 히타치노미야   | 마사히토 친왕          | 1964년 (쇼와 39년) 9월 30일    | 쇼와 천황 황2자 마사히토 친왕)                   | 2명       | 직궁가 |
| 미카사노미야   | 타카히토 친왕비 유리코 | 1935년 (쇼와 10년) 12월 2일    | 다이쇼 천황 황4남 타카히토 친왕                  | 4명       | 직궁가 |
| 타카마도노미야 | 노리히토 친왕비 히사코 | 1984년 (쇼와 59년) 12월 6일    | 타카히토 친왕의 3남 노리히토 친왕                | 2명       |        |

## 궁가의 일람
<일본 황실 궁가 일람> 참고 바람